# بخش مرکزی شهرستان دهگلان
بخش مرکزی شهرستان دهگلان یکی از بخش‌های شهرستان دهگلان در استان کردستان ایران است.

## جمعیت
براساس سرشماری مرکز آمار ایران در سال ۱۳۹۰، جمعیت بخش مرکزی شهرستان دهگلان ۵۳۲۷۰ نفر بوده‌است.

## تقسیمات کشوری
بخش مرکزی شهرستان دهگلان از سه دهستان تشکیل شده‌است:
- دهستان قوری چای
- دهستان حومه دهگلان
- دهستان ئیلاق شمالی

1. ↑  «نتایج سرشماری ایران در سال ۱۳۹۰» (اکسل). درگاه ملی آمار. بایگانی‌شده از روی نسخه اصلی در ۲۰ شهریور ۱۴۰۲.